# James Augustine Healy

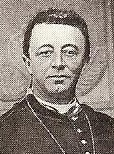
James Augustine Healy

James Augustine Healy (* 6. April 1830 in Macon, Georgia, Vereinigte Staaten; † 5. August 1900 in Portland) war ein US-amerikanischer Geistlicher und römisch-katholischer Bischof von Portland. Er war der erste Bischof mit afroamerikanischen Vorfahren in den Vereinigten Staaten, obwohl er selbst und sein Umfeld ihn als Weißen identifizierten.

## Leben und Wirken
James Augustine Healy war der Sohn des irischen Einwanderers Michael Morris Healy (1796–1850), der zum begüterten Plantagenbesitzer in Georgia aufgestiegen war. Seine Mutter war die versklavte Mulattin Mary Eliza Clark-Smith (1813–1850), mit der sein Vater zusammenlebte und mit der er zehn Kinder hatte. Eine Heirat war wegen der damaligen Rassegesetze nicht möglich. Einer von Healys Brüdern, Patrick Francis Healy (1834–1910), trat in den Jesuiten-Orden ein und wurde später Professor für Philosophie und Präsident der Georgetown University.
Nach dem frühen Tod der Eltern im Jahr 1850 brachte der älteste Sohn der Familie seine jüngeren Geschwister in die nördlichen Bundesstaaten, wo sie als Weiße galten und ihre afroamerikanischen Wurzeln bewusst verschwiegen. Die Ausbildung der Geschwister wurde mit dem Verkauf der Plantage finanziert. Nach der Schule besuchte Healy das neugegründete College of the Holy Cross in Worcester. Nach der Entscheidung für das Priestertum setzte er seine Studien in Montreal und Paris fort. In der Kathedrale Notre-Dame de Paris empfing er am 10. Juni 1854 die Priesterweihe für das Erzbistum Boston.
In Boston war Healy zunächst Seelsorger am Schutzengelhaus und später Kanzler der Diözesankurie sowie Pfarrer an der St. James-Kirche. Schon in dieser Zeit wurde er durch seinen Einsatz für die Bürgerrechte und als Anwalt derer bekannt, die nicht selbst für ihre Rechte eintreten konnten.
Papst Pius IX. ernannte ihn am 12. Februar 1875 zum Bischof von Portland. Der Erzbischof von Boston, John Joseph Williams, spendete ihm am 2. Juni desselben Jahres die Bischofsweihe; Mitkonsekratoren waren der Koadjutorbischof von Albany, Francis McNeirny, und der Bischof von Springfield, Patrick Thomas O’Reilly.
Durch seine Herkunft und seine Sprachkenntnisse konnte Healy die Integration der großen Zahl irischer Einwanderer wie auch der französischsprachigen Katholiken in Akadien fördern. Eine Reihe neuer Pfarreien und Kirchbauten entstand in seiner Amtszeit. Zu den sozialen Schwerpunkten zählten die Gründung der Vinzenzkonferenzen und der Ankauf von Land für die Erholung von Waisenkindern. Er veranlasste die Vergrößerung des katholischen Calvary-Friedhofs (Calvary Cemetery) in Portland, auf dem er auch begraben wurde.